# Villa Medusa
Villa Medusa var en dokusåpa som sändes fem säsonger på Kanal 5 1999-2001. Såpan utvecklades av Hasse Aro och Anna Tottmar på Strix Television som producerade serien. Programmen gick ut på att ett antal personer skulle bo tillsammans och försöka arbeta ihop pengar till hyra. Deltagarna betygsatte varandra genom att dela ut svarta och vita kameler till varandra, men till skillnad från andra dokusåpor kunde man inte bli hemröstad (med undantag för fjärde säsongen). Detta bidrog till att konflikterna mellan deltagarna bara blev värre och värre allteftersom säsongen fortgick. En profil som varit med är Tunnelbanenettan. 
Första säsongen av dokusåpan utspelade sig på ön Mykonos i Grekland, den andra på Gran Canaria i Spanien, den tredje i Rimini i Italien, den fjärde i Kitzbühel i Österrike och den femte och sista på ön Bequia utanför Saint Vincent i Karibien.
I första säsongen var Renée Nyberg programledare. Senare säsonger saknade programledare.
En dansk version gick två säsonger på TV Danmark 1999-2000, och en norsk version gick tre säsonger på TVNorge 2000-2001.

## Programledare i urval
- Säsong 1 Mykonos, Grekland Renée Nyberg
- Säsong 2 Gran Canaria, Spanien Magnus Grahn

## Deltagare i urval
- Keith Palmroth Vinnare 1999 (Mykonos)
- Marcus Öhrn (Deltagare Mykonos)
- Jeremy Lou (Deltagare Mykonos)
- Beatrice Karlsson (Deltagare Mykonos)
- Magnus Grahn (Deltagare Mykonos)
- Sofia Hedman (Deltagare Mykonos)

- Dick Oskarsson Vinnare 2001 (Bequila)
- Angel Vergara (Deltagare Rimini)
- Lucky Mångårda (Deltagare Gran Canaria)
- Johan Lennström, även kallad Godzilla (Deltagare Gran Canaria)
- Biffen Jansson (Deltagare Rimini)
- Stefan Sahlin (Deltagare Kitzbühel)
- Patric Nilsson (Vinnare Kitzbühel)
- Catarina Hagman (Deltagare Bequia)
- Christian Brandin (Deltagare Bequia)
- Charlotta Hall (Deltagare Bequia)
- Yazmine Nour (Deltagare Bequia)
- Danne Machmar (Deltagare Bequia)
- Davina Lord (Deltagare Bequia)
- Henrik Glans (Deltagare Bequia)
- Pailina Nowica (Deltagare Bequia)